# Żeszart
Żeszart – osiedle typu miejskiego w Rosji, w Republice Komi, 80 km od Syktywkaru. W 2009 liczyło 9 400 mieszkańców. Leży na prawym brzegu Wyczegdy.